# Samara (frutto)

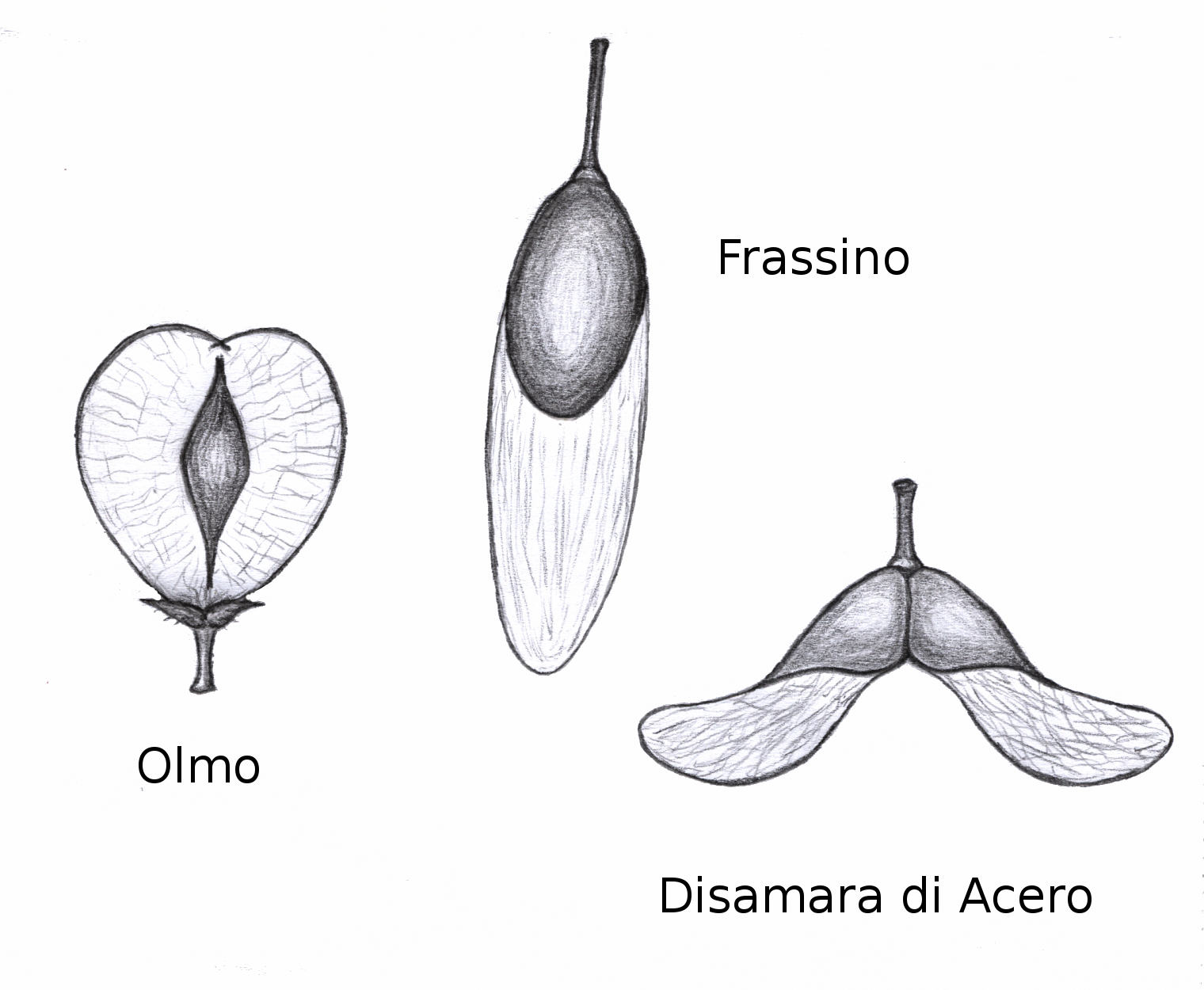
Disegno schematico di diversi tipi di samara e disamara.

La sàmara (dal latino: samara o samera, frutto dell'olmo) è un frutto secco indeiscente e monospermo, con pericarpo espanso a formare una struttura membranacea detta ala, atta a sfruttare la forza del vento per una più ampia diffusione del seme contenutovi.
L'ala può essere sottile e simmetricamente disposta intorno al seme, come nel caso dell'olmo, oppure di forma allungata, come nel caso del frassino. Esiste anche un tipo di samara detta "bicarpellare", o disàmara, costituita da due samare affiancate simmetricamente, esempio tipico il frutto dell'acero.
Sono dei frutti secchi che possono essere considerati delle modificazioni dell'achenio.